# Guglielmo dei Pazzi di Valdarno
Guglielmo dei Pazzi di Valdarno (prima 1230 – Poppi, 11 giugno 1289) è stato un cavaliere medievale italiano, detto Guglielmo Pazzo di parte ghibellina.

## Biografia
Era figlio di Ranieri dei Pazzi, anche lui un capo della parte ghibellina e Vicario Imperiale del territorio aretino. Era altresì imparentato con il vescovo di Arezzo, Guglielmino Ubertini.
Nel 1268 i Pazzi di Valdarno erano in guerra contro Firenze, le cui truppe assalirono i castelli di Montefortino, Poggitazzi, Ristruccioli. Dopo lunghi assedi furono infine sconfitti e privati di gran parte dei loro possedimenti.
Queste esperienze di combattimento fecero acquisire fama tra i Ghibellini a Guglielmo Pazzo, il quale ne divenne un capitano. Si recò in Romagna a combattere per i Ghibellini di quella terra  insieme a Guido di Montefeltro.
Nel 1287 si unì ai Ghibellini di Arezzo e partecipò alla difesa della città nel corso dei vari assedi che subì. Nel 1288 fu tra i comandanti dell'esercito aretino alle Giostre del Toppo.
L'anno successivo combatté la battaglia di Campaldino. I resoconti tradizionali raccontano che Guglielmo tentò di proteggere il proprio vescovo e comandante scambiando con lui le insegne, attirando così gli attacchi dei Guelfi. Entrambi, tuttavia, furono uccisi.